# Justus Breidenbach
Justus Breidenbach (* 21. September 1800 in Groß-Zimmern; † 15. Februar 1863 ebenda) war ein hessischer Politiker und ehemaliger Abgeordneter der 2. Kammer der Landstände des Großherzogtums Hessen.

## Familie
Justus Breidenbach war der Sohn des Bäckers Johannes Breidenbach und dessen Frau Anna Maria geborene Rapp. Am 10. August 1824 heiratete Justus Breidenbach Elisabetha verwitwete Hottes geborene Breidenbach. Justus Breidenbach arbeitete als Ökonom.
In der 17. Wahlperiode (1862–1863) war Justus Breidenbach Abgeordneter der zweiten Kammer der Landstände des Großherzogtums Hessen. In den Landständen vertrat er als Nachfolger von Wilhelm Goldmann den Wahlbezirk Starkenburg 5/Dieburg.